# Allard J2X-C
Der Allard J2X-C ist ein Rennwagen der Gruppe C, der 1992 von Allard für den Einsatz in internationalen Sportwagenrennen gebaut wurde. Er wurde von einem 3,5-Liter-Cosworth DFR-V8-Motor angetrieben, der etwa 580 bhp (426 kW) abgibt. Die Karosserie des J2X-C erinnert eher an moderne Le-Mans-Prototypen als an übliche Gruppe-C-Autos, aber der Motor erwies sich als zu schwach für den enormen Abtrieb des Wagens. Dieser Umstand und die Tatsache, dass Allard Holdings während der Entwicklung des Wagens liquidiert wurde, behinderte die Entwicklung des J2X-C wesentlich und verhinderte, dass er jemals sein Potenzial erreichte. Es wurde nur ein Exemplar gebaut.

## Entwicklung
In den 1980er-Jahren erwarb Chris Humberstone, der schon etliche Autos für verschiedene Formel-1-Teams entworfen hatte, die Rechte am Namen Allard von Alan Allard, dem Sohn des Firmengründers Sydney Allard. Nach einigen Jahren Streit gewann die Firma Hayden Burvill von Brun Motorsport für die Entwicklung des J2X-C. Ihm folgte 1991 John Iley, der als Spezialist für Aerodynamik angestellt wurde. So wurde der Wagen mit möglichst kleiner Frontfläche konstruiert, was ihm ein einzigartiges Aussehen verlieh. Auch dachte man ursprünglich daran, einen von einem Chevrolet-Small-Block-Motor abgeleiteten V8 einzusetzen, entschied sich dann aber für den Cosworth-DFR-V8 mit 3494 cm³ Hubraum, der von einem Formel-1-Motor abgeleitet war. Er erreichte etwa 580 bhp (426 kW) Leistung und ein Drehmoment von 542,3 Nm. Das Getriebe stammte ebenfalls aus einem Formel-1-Wagen, ein sequentielles, handgeschaltetes 6-Ganggetriebe von Leyton-House-March Engineering, das für Langstreckenrennen abgeändert worden war. Dieses Getriebe erwies sich während der gesamten Einsatzdauer des Wagens als problematisch.
Die Vorder- und Hinterräder des J2X-C waren an doppelten Querlenkern aufgehängt und über Schubstreben an Schraubenfedern und Stoßdämpfern abgestützt. Die Vorderradaufhängung war am Monocoque montiert, während die Hinterradaufhängung an einem Hilfsrahmen hing, den man extra für schnellen Getriebeaustausch ausgelegt hatte. Beide Teile des Fahrgestells waren aus kohlenstofffaserverstärktem Kunststoff gefertigt. Die radikale Karosserie des Wagens verlieh ihm viel Abtrieb; sie war für einen Abtrieb von 2495 kg bei 241 km/h und 4435 kg bei 322 km/h berechnet. Allerdings erreichten auch einige konventioneller konstruierte Autos diesen Abtrieb; z. B. der Werks-Toyota TS-010 erreichte einen maximalen rechnerischen Abtrieb von über 4309 kg. Die Abtriebswerte des Allard lagen aber höher als die des Werks-Nissans R91CP mit 2920 kg bei 322 km/h, während der Joest-Porsche 962C von 1993 einen maximalen rechnerischen Abtrieb von 2533 kg bei 322 km/h erreichte.

## Renngeschichte
Terai Engineering meldete den J2X-C im April 1992 beim 500-km-Rennen von Suzuka, aber der Wagen war keineswegs fertig und nahm nicht teil. Erstmals wurde der J2X-C am 9. Juli 1992 getestet, als Costas Los ihn am Pembrey Circuit fuhr. Er sagte dazu: “the J2X-C felt very different to a regular Group C car (…) Contrary to most Group C cars I had driven, it was a lot more tuneable than I was accustomed to.” („Der J2X-C fühlte sich ganz anders als ein normales Gruppe-C-Auto an (…) Anders als die meisten Gruppe-C-Autos, die ich gefahren habe, war es sehr viel abstimmbarer als ich es gewohnt war.“) Allerdings bemängelte er, dass die fehlende Servolenkung des Wagens ein Problem war. Das Team bemühte sich, einen Käufer für den Wagen zu finden, da die Gruppe-C-Ära 1992 zu Ende, die IMSA-GTP-Serie in ihren letzten Zügen lag und die Sportwagen-Weltmeisterschaft 1992 ihre letzte Saison hatte.
Als der J2X-C noch nicht annähernd fertig entwickelt war, wurde Allard Holdings im ersten Vierteljahr 1993 aufgelöst und der Wagen für £ 76.000 an Robs Lamplough verkauft. Die geringe Spitzengeschwindigkeit auf der Geraden, die auf eine Kombination von nicht fertig entwickelter Aerodynamik, dem hohen Abtrieb und der geringen Motorleistung zurückzuführen war, sollte die Rennkarriere des Wagens noch weiter hemmen. Nachdem Lamplough den Wagen erworben hatte, probierte er ihn bei Testfahrten zum 24-Stunden-Rennen von Le Mans 1993 aus. Er konnte allerdings nur den 19. Platz im Gesamtklassement erringen und war damit letzter in der eigenen Kategorie; die Rundenzeiten waren schlechter als die von vier GT-Wagen. Der Wagen wurde mit nur 277 km/h auf der Mulsanne-Geraden gemessen, was Lamplough dazu brachte, nicht am eigentlichen Rennen teilzunehmen. Stattdessen setzte Lamplough den Wagen mit Hilfe von Bob Pond Racing in der 9. Runde der IMSA-GTP-Serie in Laguna Seca erstmals ein; ein neunter Platz im Gesamtklassement und letzter in der GTP-Serie war das Beste, was Lamplough mit diesem Auto erreichen konnte. Nie wieder wurde der Wagen in einem Rennen eingesetzt.

## Weitere Geschichte und Vermächtnis
Lamplough behielt den J2X-C noch eine Zeit lang, verkaufte ihn aber schließlich. Der Wagen ging durch mehrere Hände und landete schließlich in Kanada. Obwohl selbst konventionelle Gegner wie der Toyota TS-010 mehr Abtrieb entwickelten, war der J2X-C noch lange nicht ausgereizt und Konkurrenten spielten mit dem Gedanken an ein ähnlich konstruiertes Auto. Viele Hersteller hielten die radikale Karosserie aber für ein zu großes Risiko; der Chefkonstrukteur von Spice Engineering, Graham Humphries, formulierte: „With limited resources, it was decided instead to follow the more conventional route of further develloping what we knew.“ („Mit unseren begrenzten Möglichkeiten entschieden wir uns stattdessen den konventionelleren Weg der Weiterentwicklung des uns bekannten zu gehen.“) Allerdings sagt man, dass bei den Le-Mans-Prototypen ab den frühen 2000er-Jahren, wie dem Audi R8, dem Lola B01/60 und dem Lola B05/40, einige der Lektionen, die man beim J2X-C gelernt hatte, angewendet wurden. Der J2X-C wurde bis 2008 funktionsfähig restauriert und nahm 2007 in Goodwood am 25-jährigen Jubiläum der Gruppe C teil.